# -شناسی
-شناسی یک پسوند در پارسی است، این دیسه‌ای‌ست ترکیبی، که در نام دانش‌ها، مکتب‌ها یا تنه‌های شناخت به کار می‌رود. این پسوند در پارسی نوین از šenās، ستاک حال šenāsidan و šenāxtan؛ از پارسی میانی šnāxtan و šnās و dānistan؛ از پارسی کهن/اوستایی xšnā- آمده است. هم‌ریشه با: سانسکریت jñā- یونانی gignoskein لاتین gnoscere و noscere فرانسه‌ای connaître اسپانیایی conocer انگلیسی کهن cnawan انگلیسی know روسی znat؛ از PIE پایهٔ *gno- و همگی به معنای "دانستن، شناختن".
هم‌ارز اش در انگلیسی، پسوند -logy ست، به معنای "گفتن، سخن، واژه" با واژه‌هایی به کار می‌رود که به طور خاستگاهی از یونانی باستان اقتباس شده‌اند و در -λογία (-logia) پایان می‌پذیرند. آغازین‌ترین نمونه‌های انگلیسی، انگلیسش‌های فرانسوی -logie بود که در گشت از لاتین -logia به ارث رسیده بود. این پسوند از سدهٔ هجدهم در انگلیسی فرآورنده شد، و دیسش ترم‌های نو با هیچ پیشینه لاتین یا یونانی امکان‌پذیر شد.

## نام‌های دانشی
ستاره‌دارها* پسوند logy ندارند.
- زیست‌شناسی (biology)
- ریخت‌شناسی (morphology)
- هواشناسی (meteorology)
- پرتوشناسی (radiology)
- تشنیک‌شناسی (technology)
- ترم‌شناسی (terminology)
- اخترشناسی (astronomy)*
- کیهان‌شناسی (cosmology)
- روان‌شناسی (psychology)
- ریشه‌شناسی (etymology)
- نامولوژی (namology)
- واژه‌شناسی (lexicology)
- هزانه‌شناسی (sociology)
- جوشناسی (aerology)
- لرزه‌شناسی (seismology)
- آب‌شناسی (hydrology)
- زمین‌شناسی (geology)
- بهرام‌شناسی (areology)
- سیاره‌شناسی (planetology)
- شناخت‌شناسی (epistemology)
- قوم‌شناسی (ethnology)
- پارین‌شناسی (paleontology)
- بوم‌شناسی (ecology)
- دارشناسی (dendrology)
- گیاه‌شناسی (botany)*
- گاه‌شناسی (chronology)
- داروشناسی (pharmacology)
- هستی‌شناسی (ontology)
- ابرشناسی (nephology)
- سنگ‌شناسی (petrology)
- سنگ‌شناسی (lithology)
- کلیماشناسی (climatology)
- اندازه‌شناسی (metrology)
- انسان‌شناسی (anthropology)
- فژه‌شناسی (infectiology)
- سکس‌شناسی (sexology)
- آواشناسی (phonology)
- باده‌شناسی (oenology)
- روانه‌شناسی (rheology)
- یزدان‌شناسی (theology)
- برف‌شناسی (nivology)
- جاشناسی (topology)
- یوفوشناسی (ufology)
- پدیده‌شناسی (phenology)
- استویخیوشناسی (stoicheiology)
- نانوتشنیک‌شناسی (nanotechnology)
- پارین‌کلیماشناسی (paleoclimatology)
- ریززیست‌شناسی (microbiology)
- برون‌زیست‌شناسی (exobiology)
- رادیواخترشناسی (radioastronomy)*
- هورلرزه‌شناسی (helioseismology)
- قوم‌اخترشناسی (ethnoastronomy)*
- اخترباستان‌شناسی (astroarchaeology)
- اخترزیست‌شناسی (astrobiology)
- اخترلرزه‌شناسی (asteroseismology)
- اخترزمین‌شناسی (astrogeology)
- مگنات‌اخترلرزه‌شناسی (magnetoasteroseismology)